# 포다르게
포다르게(Podarge, 그리스어: Ποδάργη)는 그리스 신화에서 여러 다른 존재를 지칭한다.
- 하르피이아 중 하나의 이름은 포르다게이며 서풍의 신인 제피로스(Zephyrus)와의 결합으로 인해 아킬레우스의 말인 발리오스와 크산토스의 어머니였다.
- 무지개/전령의 여신 이리스(하르피이아의 자매)는 때때로 포다르게라고도 불린다.
- 포타르케(Podarce)는 프리아모스의 본명이었다. 그는 여동생 헤시오네가 수놓은 황금 베일로 헤라클레스로부터 목숨을 사서 옷을 바꿨다. 프리아모스는 민간어원에 따라 "대속물을 받은"(πριασθαι) 것으로 해석되었다.

| Disambiguation icon | 이 문서는 명칭이 같고 같은 종류에 속하는 여러 대상을 연결하는 색인 문서입니다. |